# Gabriel Thompson
Gabriel Thompson (* 1861 in Bridgwater; † 1935) war ein Maler und Illustrator.

## Leben
Thompson war der Sohn eines Fabrikanten. Er schrieb sich am 21. Oktober 1882 für die Antikenklasse an der Kunstakademie in München ein; zu seinen Lehrern gehörten Karl Raupp, Nikolaus Gysis und Ludwig von Löfftz. Ein Stipendium des bayrischen Königs führte ihn nach Baden in den Schwarzwald und in die Schweizer und italienischen Alpen. Vor allem die Südtiroler Malerschule mit ihrer frühimpressionistischen Landschaftsauffassung prägte sein späteres Werk. „Während die Münchner Maler der Professorengeneration auf der Suche nach möglichst realistischer Wiedergabe von Landschafts- und Genreszenen waren, wurde ein nervöser Pinselzug ebenso zu Thompsons wie auch zu Lovis Corinths Markenzeichen, mit dem er sich frühe Engagements und ein Atelier teilte.“
Thompson schuf Porträts, Genre- und Landschaftsbilder sowie Illustrationen. Er arbeitete als Illustrator vorwiegend für den Verleger Ernest Nister in London; unter anderem schuf er die Bilder zu dem Umrissbilderbuch Noah’s Arche von Cornelie Lechler, das um 1895 bei Theodor Stroefer herauskam und vermutlich auf einem englischsprachigen Text beruhte.
Das National Museum Cardiff besitzt die Werke The Beach at St. Malo und Bridge of the Visp von Thompson.